# Watonga
Watonga település az Amerikai Egyesült Államok Oklahoma államában, Blaine megyében, melynek megyeszékhelye is. Lakosainak száma 2690 fő (2020. április 1.).

## Népesség
A település népességének változása:

| 2010 | 5 111 |
| 2020 | 2 690 |